# Lucas Moreira Neves
Dom Frei Lucas Moreira Neves, O.P. GCIH (São João del-Rei, 16 de setembro de 1925 — Roma, 8 de setembro de 2002) foi um frei e cardeal brasileiro, que foi Primaz do Brasil e serviu em diversos dicastérios da Cúria Romana, além de imortal da Academia Brasileira de Letras, Cadeira 12, e da Cadeira 6 da Academia de Letras da Bahia

## Biografia
Luis Moreira Neves (nome de batismo) era filho de Telêmaco Victor Neves e Margarida Alacoque Moreira Neves, seu pai era  bibliotecário municipal em São João del-Rei, professor de música e regente. Sua mãe era professora primária.
Realizou seus estudos primários e ginasiais em São João del Rei no período de 1933 a 1938. Estudou no Seminário Menor de Mariana, Minas Gerais, até 1943.
Lucas Moreira Neves ingressou na Ordem dos Dominicanos no dia 6 de março de 1944, aos dezoito anos de idade, passando a se chamar Frei Lucas. Emitiu os primeiros votos no dia 7 de março de 1945 e professou solenemente no dia 7 de março de 1948, no convento de Saint-Maximin, em Fréjus, na França.

## Estudos acadêmicos
Frei Lucas cursou o triênio de Filosofia em São Paulo, no Convento Santo Alberto Magno, no período de 1945 a 1947. Em 1948 iniciou estudos teológicos na École Théologique Dominicaine de Saint-Maximin, na comuna francesa de Saint-Maximin-la-Sainte-Baume, no departamento de Var.

## Presbiterato
Foi ordenado sacerdote no dia 9 de julho de 1950, pelas mãos de dom Alexandre Gonçalves do Amaral, bispo de Uberaba, em Fréjus.
Após sua ordenação, até 1953, atuou em São Paulo. Foi Vice-Mestre de Noviços; Assistente eclesiástico da Juventude Estudantil Católica Arquidiocesana. No período de 1957 a 1967, permaneceu no Convento de Santo Tomás de Aquino no Rio de Janeiro, durante este período de grande efervescência política no Brasil e no seio da Ordem Dominicana, foi Assistente Eclesiástico da Juventude Universitária Católica Arquidiocesana; Vice-Prior do Convento. Ensinou na Escola de Teatro da Ação Social Arquidiocesana (ASA), atuando ativamente no meio teatral, intelectual e artístico do Rio de Janeiro. No período de 1959 a 1965, foi Vice-Assistente Nacional do Movimento Familiar Cristão. Foi também responsável pelo Departamento de Formação Religiosa da Conferência dos Religiosos do Brasil (1966-1967).

## Bispo auxiliar de São Paulo
No dia 9 de junho de 1967, o Papa Paulo VI o escolhe para ser bispo-auxiliar de São Paulo. Sua ordenação episcopal com o título de bispo-titular de Ferradi Maius deu a 26 de agosto de 1967, pelas mãos de Dom Agnelo Cardeal Rossi, Arcebispo de São Paulo, coadjuvado por Dom Delfim Ribeiro Guedes, Bispo de São João del Rei e Dom Alain du Noday, OP, Bispo de Porto Nacional. Escolheu como lema de vida episcopal parte do versículo do Salmo 63 (62): DE LUCE VIGILO (Deus Deus meus ad te de luce vigilo sivitit in te - Ó Deus, tu és o meu Deus, desde a aurora vos busco).
Na Arquidiocese de São Paulo, foi Vigário Episcopal para a Pastoral Familiar e Vigário Geral para a Pastoral dos Meios de Comunicação Social. Exerceu a função de consultor da Cúria Romana no período de 1972 a 1974.

## Cúria Romana
Dom Lucas foi nomeado pelo Papa Paulo VI, no dia 7 de março de 1974, Vice-Presidente do Pontifício Conselho para os Leigos, órgão da Cúria Romana. Nesta função participou da III Conferência Geral do Episcopado Latino-Americano, realizada em Puebla de los Angeles, México, em 1979.
No dia 15 de outubro de 1979, o Papa João Paulo II o nomeia Secretário da Congregação para os Bispos e Secretário do Sacro Colégio dos Cardeais. Nesta data foi elevado à dignidade de arcebispo-titular de Ferradi Maius.
Durante sua permanência na Cúria Romana, foi também membro dos seguintes órgãos: Secretariado do Sínodo, Pontifícia Comissão "Justiça e Paz", Pontifícia Comissão para a Pastoral da Migração e do Turismo, Pontifícia Comissão para a América Latina e do Comitê para os Congressos Eucarísticos Internacionais. Foi ainda consultor da Sagrada Congregação para os Bispos e da Sagrada Congregação para a Doutrina da Fé.
A 2 de setembro de 1983, foi agraciado com a Grã-Cruz da Ordem do Infante D. Henrique de Portugal.
No dia 3 de janeiro de 1987, o Papa João Paulo II lhe atribuiu a sé titular de Forum Novum (Vescovio) em lugar do título de Ferradi Maius, com o título de arcebispo.

## Arcebispo de Salvador
No dia 9 de julho de 1987, foi nomeado pelo Papa João Paulo II, arcebispo metropolitano de São Salvador da Bahia e Primaz do Brasil, sucedendo a Dom Avelar Cardeal Brandão Vilela que falecera a 19 de dezembro de 1986. Recebeu o pálio arquiepiscopal das mãos do Sumo Pontífice, em Roma, no dia 5 de setembro de 1987. Sua posse solene deu-se em praça pública em Salvador, no dia 27 de setembro deste mesmo ano, em cerimônia presidida pelo Cardeal Bernardin Gantin, Prefeito da Sagrada Congregação para os Bispos, da Cúria Romana, com a presença de diversas autoridades religiosas e civis.
Os seus 11 anos como arcebispo em Salvador foram repletos de polêmicas. Alinhado com a ala conservadora da Igreja desde o início de seu ministério, ele se opôs ao sincretismo religioso, uma característica marcante da cultura baiana que une o catolicismo ao candomblé. Chegou a proibir a lavagem das escadarias da Igreja do Senhor do Bonfim, mas teve que recuar devido à forte reação dos fiéis. Além disso, ele frequentemente criticava a continuidade das festividades de carnaval na Quarta-Feira de Cinzas.

## Cardinalato
No Consistório do dia 28 de junho de 1988, presidido pelo Papa João Paulo II, Dom Lucas foi criado cardeal com o título dos Santos Bonifácio e Aleixo, do qual tomou posse solenemente no dia 9 de outubro do mesmo ano. Neste consistório foi também criado cardeal o brasileiro Dom José Freire Falcão.
No dia em que recebeu a notícia de sua ascensão ao cardinalato, Dom Lucas celebrou em uma comunidade da periferia de Salvador onde anunciou ao povo a recente criação.

## Sagrada Congregação para os Bispos
Sua Eminência foi designado pelo Papa João Paulo II para suceder ao Cardeal Bernardin Gantin como Prefeito da Congregação para os Bispos, na Cúria Romana, no dia 25 de junho de 1998. No mesmo dia recebeu o título da sé suburbicária de Sabina-Poggio Mirteto, retendo, in commendam, o título de Santos Bonifácio e Aleixo.
Permaneceu na função até 16 de setembro de 2000, quando renunciou aos 75 anos de idade.
Foi frequentemente cotado como um possível sucessor do seu amigo João Paulo II. Entretanto, Dom Lucas nunca participou de um conclave papal.

## Academia Brasileira de Letras
Dom Lucas foi eleito em 18 de julho de 1996 para a Academia Brasileira de Letras, ocupando a cadeira de número 12, que tem por patrono França Júnior. Em sua posse, a 18 de outubro de 1996, foi saudado pelo acadêmico Marcos Almir Madeira.

## Morte e exéquias
O Cardeal Moreira Neves faleceu em Roma, no dia 8 de setembro de 2002, aos 76 anos de idade, em decorrência de complicações de diabetes. No dia 11 de setembro sua missa de corpo presente foi celebrada na Basílica de São Pedro, em Roma, presidida por Papa João Paulo II e concelebrada pelo Cardeal Joseph Ratzinger, futuro Papa Bento XVI, além de mais outros 30 cardeais, vários bispos e presbíteros.
João Paulo II mencionou trecho do testamento de Dom Lucas que assim inicia:
"In laudem gloriae… estas palavras de São Paulo… que há quase sessenta anos me servem de iluminação espiritual, me inspirem também no momento de me apresentar diante de Deus. Desejo ardentemente que, nesse momento, se concentre e encontre o seu ponto culminante toda a minha ação de graças à Santíssima Trindade".
Após as cerimônias fúnebres em Roma, o corpo de Sua Eminência seguiu para o Brasil, onde foi recebido em 14 de setembro na cidade de Salvador por autoridades locais, seguiu no dia seguinte para São João del-Rei, para missa exequial em sua cidade natal com a presença maciça dos concidadãos, do Governador do Estado de Minas Itamar Franco e do Presidente da Câmara dos Deputados, Aécio Neves e, após última cerimônia em Salvador no dia 16 de setembro, data em que completaria 77 anos desceu à sepultura na Catedral Basílica de Salvador.

## Memorial
Em 2003, em São João del Rei, inaugurou-se o Memorial Dom Lucas Moreira Neves, localizado na Av. Getúlio Vargas, 52, em frente à Catedral do Pilar. O próprio prédio constitue-se de patrimônio histórico, reformado e adaptado dentro das regras impostas pelo Patrimônio Histórico para receber este acervo.
Neste local encontram-se expostos documentos pessoais do Cardeal, como suas titulações e designações para os postos eclesiásticos que ocupou e comendas recebidas (Doutor Honoris Causa, Academias Brasileiras de Filosofia e Letras, entre outras); vestes sacerdotais, fotos; biblioteca com cerca de 20.000 livros; etc...

## Ordenações

### Ordenações presbiteriais
- Giuseppe Pasotto, C.S.S. (1979)
- Josafá Menezes da Silva (1989)
- Gregório Paixão Neto, O.S.B. (1993)

### Ordenações episcopais
Dom Lucas presidiu a ordenação episcopal dos seguintes bispos:
- Tarcisio Pisani, O.M. (1982)
- Lino Esterino Garavaglia, O.F.M. Cap. (1986)
- Czeslaw Stanula, C.S.s.R. (1989)
- José Antônio Aparecido Tosi Marques (1991)
- José Carlos Melo, C.M. (1991)
- André de Witte (1994)
- Mauro Montagnoli, C.S.S. (1996)
- Valério Breda, S.D.B. (1997)
- Gílio Felício (1998)
- Walmor Oliveira de Azevedo (1998)
- Pietro Farina (1999)
- Lucio Angelo Renna, O.Carm. (1999)
- Domenico Graziani (1999)
- Lino Fumagalli (2000)
- Antonino Migliore (2000)

Foi concelebrante da ordenação episcopal de:
- Pascásio Rettler, O.F.M. (1968)
- Benedito de Ulhôa Vieira (1972)
- José de Matos Pereira, C.M.F. (1973)
- José Freire de Oliveira Neto (1974)
- José Luis Serna Alzate, I.M.C. (1978)
- Charles Louis Joseph Vandame, S.J. (1982)
- John Bulaitis (1982)
- Traian Crisan (1982)
- Charles Kweku Sam (1982)
- Thomas Joseph O'Brien (1982)
- Antônio Alberto Guimarães Rezende, C.S.S. (1982)
- Francis George Adeodatus Micallef, O.C.D. (1982)
- Anthony Michael Milone (1982)
- Salim Sayegh (1982)
- Crescêncio Rinaldini (1982)
- Moacyr José Vitti, C.S.S. (1988)

### Livros
- Neves, Lucas Moreira. Vigilante desde a aurora. São Paulo: Record, 1991.
- Neves, Lucas Moreira. Mas livrai-nos do mal. São Paulo: Record, 1998.
- Neves, Lucas Moreira. Razões de esperar. Topbooks, 1997.
- Neves, Lucas Moreira. O alferes e o presidente. Rosa dos Tempos.
- Neves, Lucas Moreira. Pôr-do-sol em Reritiba. Rosa dos Tempos.
- Neves, Lucas Moreira. O homem descartável, Rosa dos Tempos, 1995.
- Neves, Lucas Moreira. A sarça ardente e outras crônicas. São Paulo: Record, 2000.
- Neves, Lucas Moreira. Memorial do fogo e outras crônicas. São Paulo: Record, 2000.
- Neves, Lucas Moreira et al. Santo Domingo: análisis y comentarios. Lima: Vida y Espiritualidad, 1994. 215 p.

### Artigos
São inúmeros os artigos de Sua Eminência, aqui são apenas alguns a título de referência.
- Neves, Lucas Moreira. Homem / mulher, um só valor. Jornal do Brasil, Rio de Janeiro, 3 de dezembro de 1991, p. 11.
- Neves, Lucas Moreira. Humanae vitae: uma profecia (3). Jornal do Brasil, Rio de Janeiro, v.103, n.104, 21 de julho de 1993, p. 11.
- Neves, Lucas Moreira. Imagens da mulher. O Estado de S. Paulo, São Paulo, caderno Economia & Negócios / coluna Espaço Aberto, n.36470, 25 de agosto de 1993, p. 2.